# Who We Are (Jessika feat. Jenifer Brening-dal)
A Who We Are (magyarul: Akik vagyunk) a máltai Jessika és német Jenifer Brening dala, mellyel San Marinót képviselték a 2018-as Eurovíziós Dalfesztiválon Lisszabonban. A dal a 2018. március 3-án Pozsonyban megrendezett San Marinó-i nemzeti döntőben, a 1in360-ben nyerte el az eurovíziós indulás jogát. A dalt eredetileg a válogatóműsorok során mutatták be, és egy másik versenyző, Irol volt a rapper, a döntőbe azonban Brening váltotta őt, mivel úgy érezte, a dal nem illik az ő stílusához.

## Eurovíziós Dalfesztivál
A dalt az Eurovíziós Dalfesztiválon a május 10-i második elődöntőben adták elő, fellépési sorrendben negyedikként a Szerbiát képviselő Sanja Ilić és a Balkanika Nova deca című dala után és a Dániát képviselő Rasmussen Higher Ground című dala előtt. Az elődöntőben a tizenhetedik helyen végeztek, így nem jutottak tovább a május 12-i döntőbe. Ez volt sorozatban a negyedik alkalom, hogy a San Marinót képviselő dal nem jutott tovább a dalfesztivál döntőjébe.
A következő San Marinó-i induló Serhat Say Na Na Na című dala volt a 2019-es Eurovíziós Dalfesztiválon.